# Driny

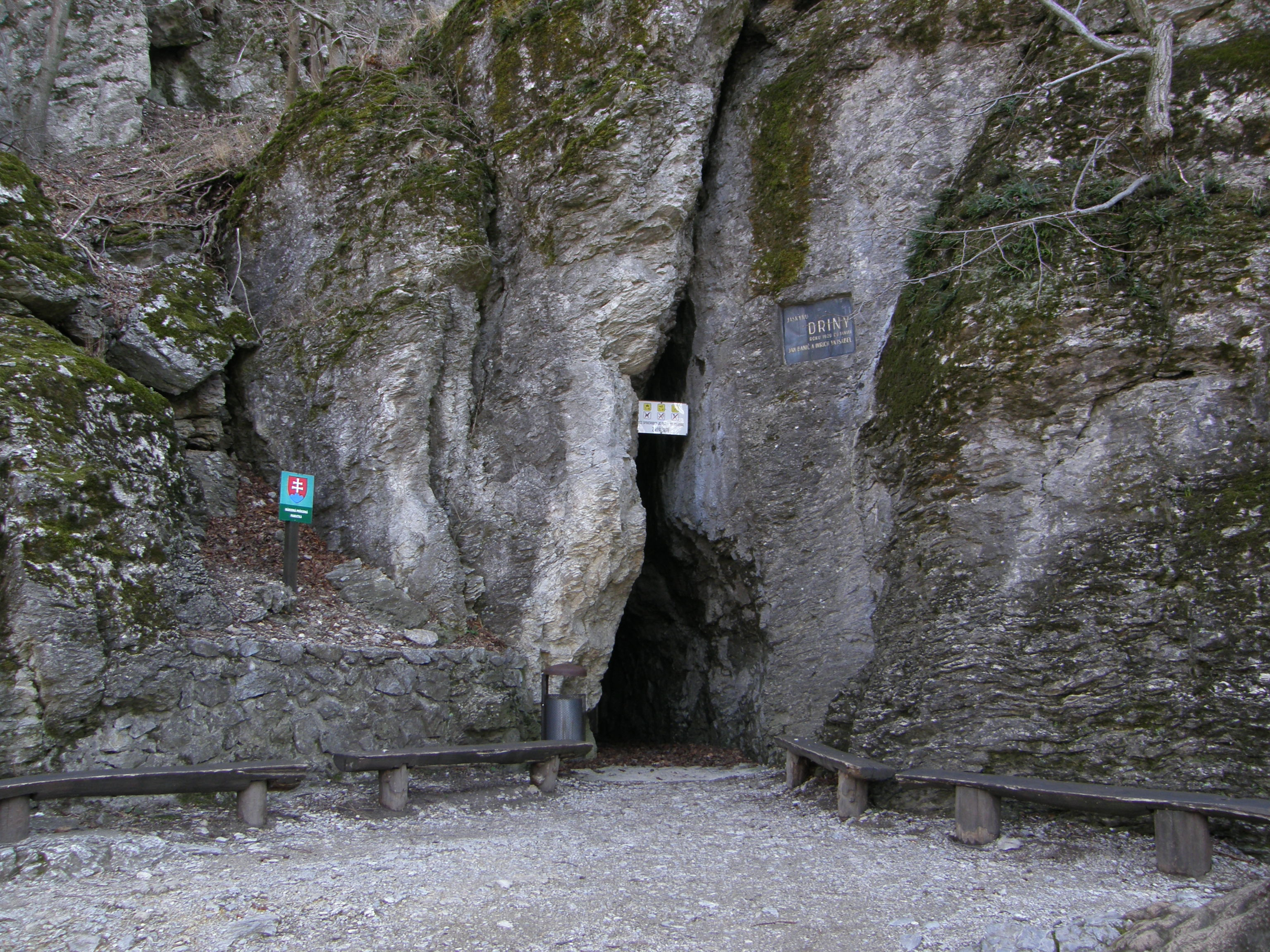
Wejście

Driny – najbardziej znana jaskinia krasowa w Małych Karpatach na Słowacji. Długość korytarzy jaskini wynosi 680 m, a deniwelacja 40 m.

## Położenie
Jaskinia zlokalizowana jest w tzw. Krasie Smolenickim (słow. Smolenický kras), ok. 2 km na południowy zachód od centrum miejscowości Smolenice, na terenie Parku Krajobrazowego Małe Karpaty. Leży w granicach katastralnych miejscowości Smolenice w powiecie Trnawa w kraju trnawskim. Wejście do jaskini znajduje się na wysokości 399 m n.p.m. w zachodnim stoku góry Driny (434 m n.p.m.). Otwór, dzięki któremu odkryto jaskinię, leży na wysokości 430 m n.p.m. Ma postać głębokiego na 36 m komina, opadającego w dół do skrzyżowania Vstupnej chodby i Chodby spolupracovníkov. Główne ciągi jaskini rozwinięte są na wysokości ok. 365 m n.p.m., a więc ok. 100 m powyżej dna doliny.

## Geneza i morfologia
Jaskinia powstała w szarobrunatnych, dolnokredowych wapieniach rogowcowych zaliczanych do tzw. płaszczowiny vysockiej. Ma charakter jaskini szczelinowej, w której woda przesączająca się z powierzchni wzdłuż szczelin i spękań skał z jednej strony działaniami erozyjnymi i korozyjnymi powiększała pustki w skale, a z drugiej strony osadzała rozpuszczony wcześniej węglan wapnia, tworząc szatę naciekową. Na skrzyżowaniach szczelin powstały aktualne, niezbyt wielkie sale i komory (m.in. Sieň spolupracovníkov oraz Sieň Slovenskej speleologickej spoločnosti). W jaskini występuje bogata szata naciekowa w barwach od żółtej przez żółtobrązową do czerwonobrązowej. Charakterystycznym jej elementem jest duża ilość tzw. zasłon i draperii jaskiniowych oraz pola „groszkowych” osadów na dnie dawnych jeziorek jaskiniowych. Występują także wodospady naciekowe, pagodowe stalagmity, stalaktyty i jeziorka, zasilane wodą przesiąkającą z powierzchni. Temperatura w jaskini wynosi od 7,1 do 7,8 °C, natomiast w pobliżu wejścia i w dawnym kominie wejściowym waha się od 5,6 do 8,7 °C. Wilgotność względna wynosi od 92% do 97%.

## Fauna
W jaskini znaleziono kości niedźwiedzia jaskiniowego. Stwierdzono występowanie w niej 11 gatunków nietoperzy. Najliczniejszym z nich jest podkowiec mały, a obok niego występują m.in. podkowiec duży, nocek duży, mopek zachodni i gacek brunatny.

## Historia eksploracji
Jaskinia została oficjalnie odkryta w 1929 r. (I. Vajsábel i J. Banič), jednak już wcześniej prawdopodobnie obozowali tu pruscy żołnierze w czasie wojny siedmiotygodniowej w 1866 r., zaś od 1920 r. penetrację speleologiczną na tym terenie prowadzili już bracia Vajsábel oraz Štefan Banič z synem Jánem.
W 1931 r. J. Prudík w celu badania okolicznych jaskiń założył „Komitet do badań jaskiń w Smolenicach” (słow. Komitét pre výskum jaskýň v Smoleniciach). W następnym roku speleolodzy osiągnęli dno komina wejściowego i dostali się do właściwych ciągów jaskiniowych. W 1932 r. z inicjatywy J. Beňovskiego zostało założone „Towarzystwo do badań jaskini Driny i krasu małokarpackiego” sp. z o.o. w Smolenicach (słow. Družstvo pre výskum jaskyne Driny a malokarpatského krasu s r. o. v Smoleniciach), które zajęło się udostępnieniem jaskini do zwiedzania. W 1933 r. na wysokości 365 m n.p.m. wykuty został nowy, obecny otwór wejściowy i zaczęto przygotowywać w jaskini trasę zwiedzania. W roku 1934 J. Prudík, J. Banič i J. Kratochvíl odkryli Korytarz Beňovskiego (Beňovského chodba).
Udostępnienie jaskini dla zwiedzających miało miejsce w 1935 r. Pierwsza trasa turystyczna miała długość 175 m i posiadała jeszcze tymczasowe oświetlenie elektryczne. Stałe oświetlenie elektryczne zamontowano w roku 1943. Odkrycia dalszych korytarzy dokonali w roku 1950 J. Majko, A. Droppa i L. Blaha. Kolejne fragmenty jaskini (Sieň slovenskej speleologickej spoločnosti, Hlinená chodba oraz Chodba nádeje) zostały udostępnione turystom w roku 1959.

## Zwiedzanie
Okrężna trasa zwiedzania w jaskini ma aktualnie długość 410–450 m i różnicę wysokości 10 m. Na trasie pokonuje się 151 schodów. Zwiedzanie zajmuje ok. 35 minut. Odległość jaskini od parkingu przy ośrodku rekreacyjnym Jahodnik wynosi 1 km po leśnej drodze z różnicą wysokości ok. 100 m. Dojście zajmuje ok. 20 min. Końcowa część chodnika jest dość stroma i ma 100 schodów.
Ze szczytu nad jaskinią rozciąga się panoramiczny widok na Małe Karpaty.